# Carl Peter

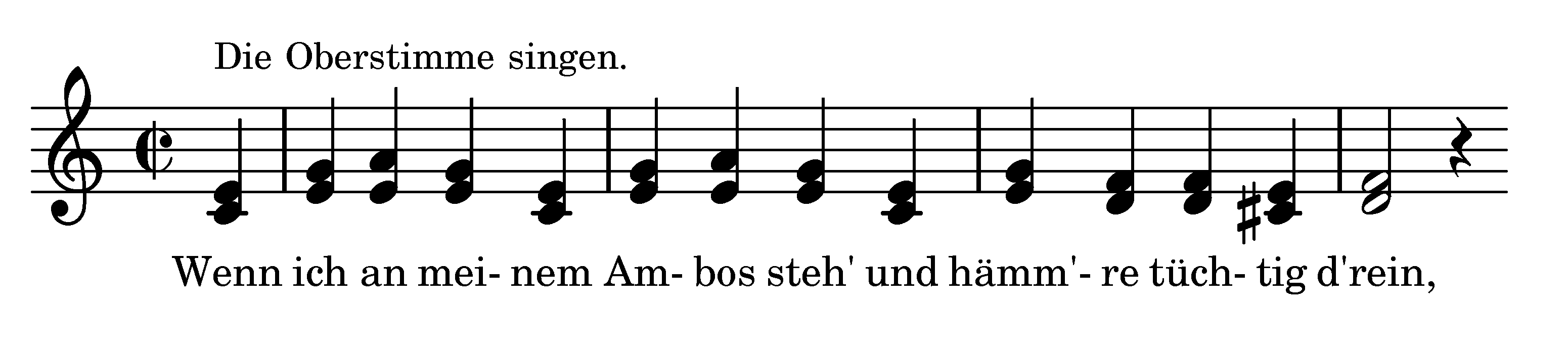
Der kreuzfidele Kupferschmied

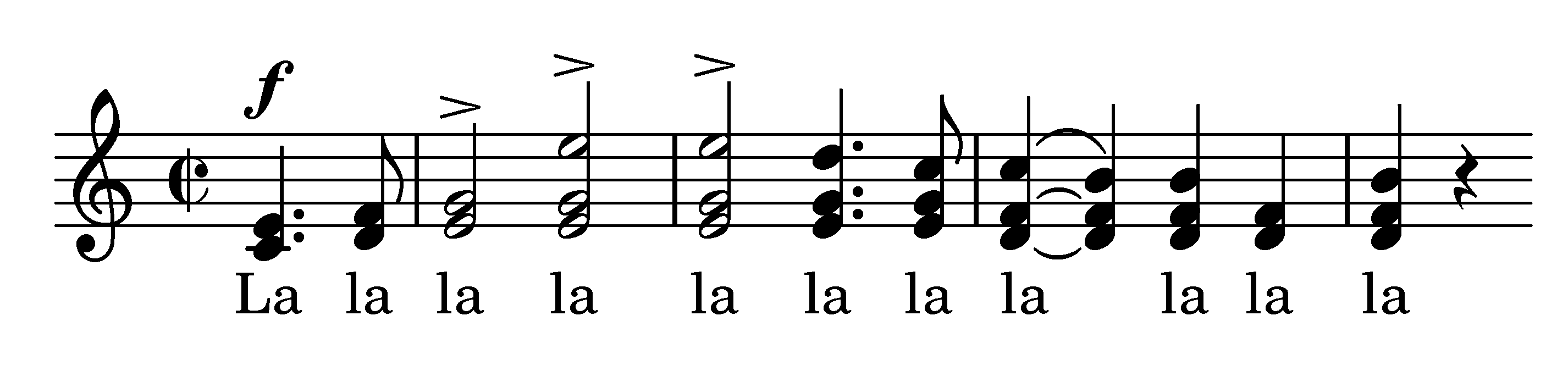
Der kreuzfidele Kupferschmied

Carl Peter, födelsenamn Heinrich Friedmann, född 27 juli 1866 i Poznań, Preussen, död 4 oktober 1942 i konsentrationslägret Theresienstadt, Nazityskland, var en tysk kompositör.
Peter bodde i Berlin mellan åren 1899 och 1934. I april 1942 deporterades han från Berlin till Theresienstadt i transport I/59, nr. 6077, där han enligt dödscertifikatet avled den 4 oktober 1942 av enterit. Av de 100 deporterade med samma transport överlevde 3 personer.
Hans troligen mest kända komposition är marschen Den glade kopparslagaren (även känd som Den lustige kopparslagaren; i original Der kreuzfidele Kupferschmied) från 1890.

## Pseudonymer
Peter använde sig av flera olika pseudonymer under sin karriär. Bland dessa är Carl Peter den mest kända. Övriga pseudonymer:
- Heinrich Manfred
- Heinrich Werner
- Melba, Artur

## Kompositioner
Följande kompositioner finns registrerade på Peter:
- Carmencita, Op.131
- Du Allein, Op.112
- Erinnerung an Franz Abt, Op.115
- Paraphrase über das Lied 'Die Uhr', Op.120
- Paraphrase über das Lied 'Noch sind die Tage der Rosen', Op.116
- Die schönste Erinnerung, Op.113

## Svenska filmer därDer kreuzfidele Kupferschmiedfinns med[8]
- 1932 Kronans rallare
- 1934 Karl Fredrik regerar
- 1944 Kärlek och allsång
- 1951 Fröken Julie
- 1962 Den kära familjen
- 1972 - Nya hyss av Emil i Lönneberga - Der kreuzfidele Kupferschmied[9]